# کرلیس (لوئیزیانا)
کرلیس (به انگلیسی: Carlyss) شهری در ایالت لوئیزیانا کشور ایالات متحده آمریکا است که جمعیت آن در سرشماری سال ۲۰۱۰ میلادی، ۴٬۶۷۰ نفر بوده‌است.